# Cholevinae
Cholevinae es una subfamilia de coleópteros polífagos perteneciente a la familia Leiodidae. Tiene una distribución mundial, excepto la Antártida.

## Tribus
Se reconocen las siguientes tribus:
- Anemadini
- Cholevini
- Eucatopini
- Leptodirini
- Oritocatopini
- Ptomaphagini
- Sciaphyini